# Wolff und Rüffel
Wolff und Rüffel war eine Fernsehsendung, die von 1983 bis 2003 zunächst vom Sender Freies Berlin (SFB) und zuletzt vom Rundfunk Berlin Brandenburg (RBB) produziert wurde.

## Konzept
Wolff und Rüffel waren dem Sandmännchen vergleichbare tägliche Kurzgeschichten für Vorschulkinder. In jeder Episode hatten Wolff und Rüffel, ein Junge mit seinem Hund, gemeinsam ein zielgruppengerecht erzähltes Abenteuer zu erleben.

## Ausstrahlung
Die Sendung wurde ab 1983 vom SFB produziert und in den 1980er Jahren in dessen Regionalfenster im Ersten ausgestrahlt. Mit Sendebeginn des SFB-Fernsehsenders B1 (später: SFB1, zuletzt RBB Berlin) im Jahr 1992 wurde die Sendung auf diesem ausgestrahlt. Nach der Fusion von SFB und ORB zum RBB wurde die Sendung Ende 2003 mit Sendebeginn des rbb Fernsehen eingestellt.

## Titelmusik
Die Titelmusik wurde von Matthias Hanselmann komponiert.